# 桐山ロート

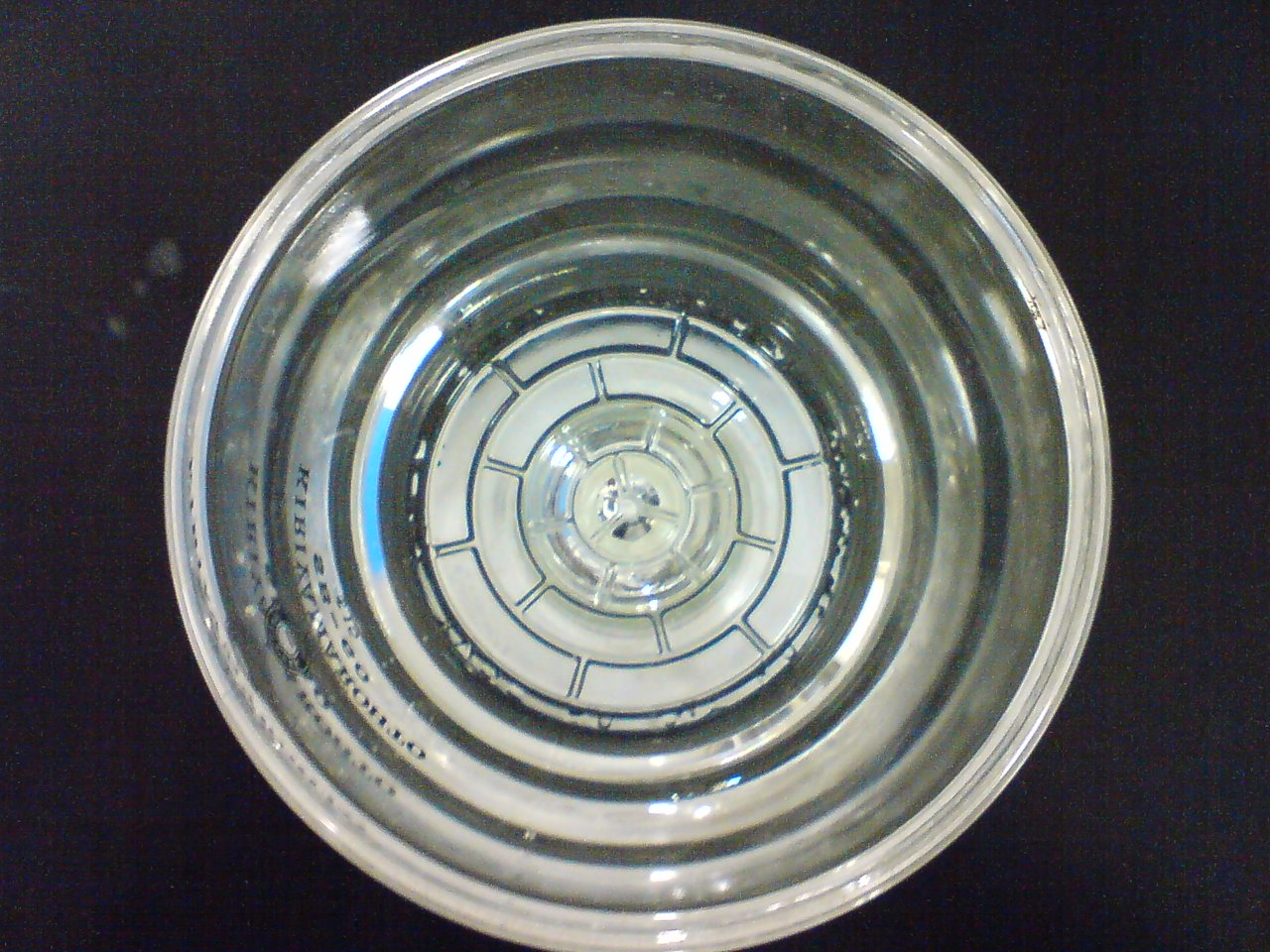
上から見た桐山ロート

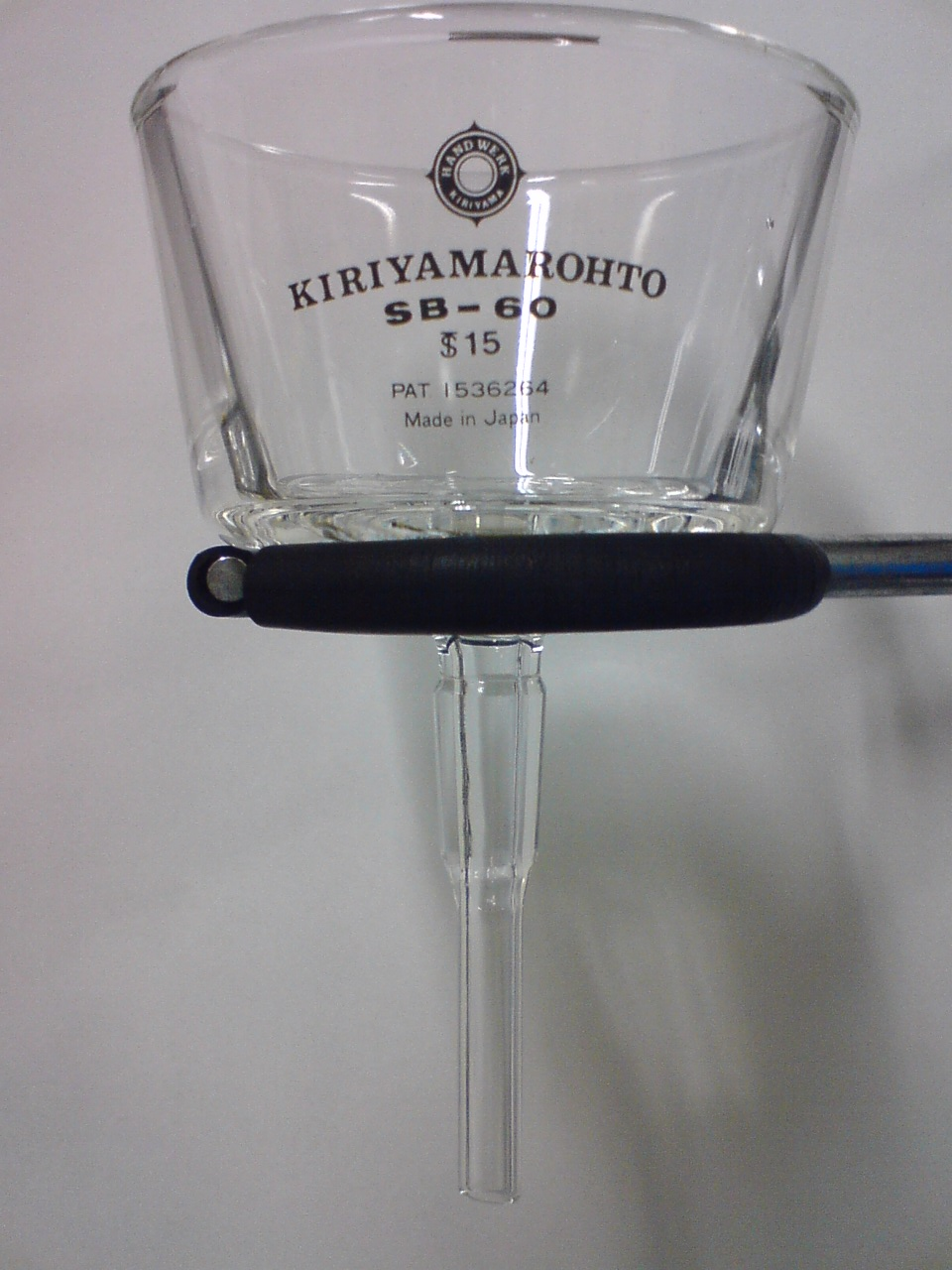
横から見た桐山ロート。ロゴが入っている。

桐山ロート（きりやまロート、英語: Kiriyama funnel）は、減圧ろ過を行うときに使う漏斗の一つである。ブフナー漏斗と同じように、目皿部分にろ紙をそのまま置き、吸引瓶またはろ過鐘、吸引フラスコを接続して使う。「桐山ロート」は桐山製作所の商品名。

## 形状
陶器や磁器に孔が多数あるブフナー漏斗と違って、吸引する孔が1ヶ所しかない作りになっている。また、ガラス製のため視認性が良く、汚れ残しが分かりやすい。。独自の目皿は、桐山製作所の初代社長が雨の日にマンホールの溝が効率的に雨水を流していることに気付き、それに近いかたちの試作を行ったことが始まりで、孔を1つにすることなどの工夫をして今の基本形状になった。

## 種類
一般的なものの他に、次のようなものもある。
恒温ジャケットタイプ
熱媒を循環させることにより、常温では結晶化する溶液のろ過が可能。
大型桐山ロート
一般的なものより大型。
桐山ロート（摺合無し） ブフナー型
特徴の摺合がないブフナー式のロート。

## ブフナー漏斗との違い
桐山ロートはブフナー漏斗と比べてろ過スピードは遅く、詰まりやすいが、専用のろ紙（桐山ろ紙）を使用するためセライトろ過などの精密なろ過に向いている。

## 日本国外
桐山ロートは日本でできたので、アメリカなどの国にはない。